# Scytodes pallida
Scytodes pallida là một loài nhện trong họ Scytodidae.
Loài này thuộc chi Scytodes. Scytodes pallida được Carl Ludwig Doleschall miêu tả năm 1859.